# 古埃及饮食文化

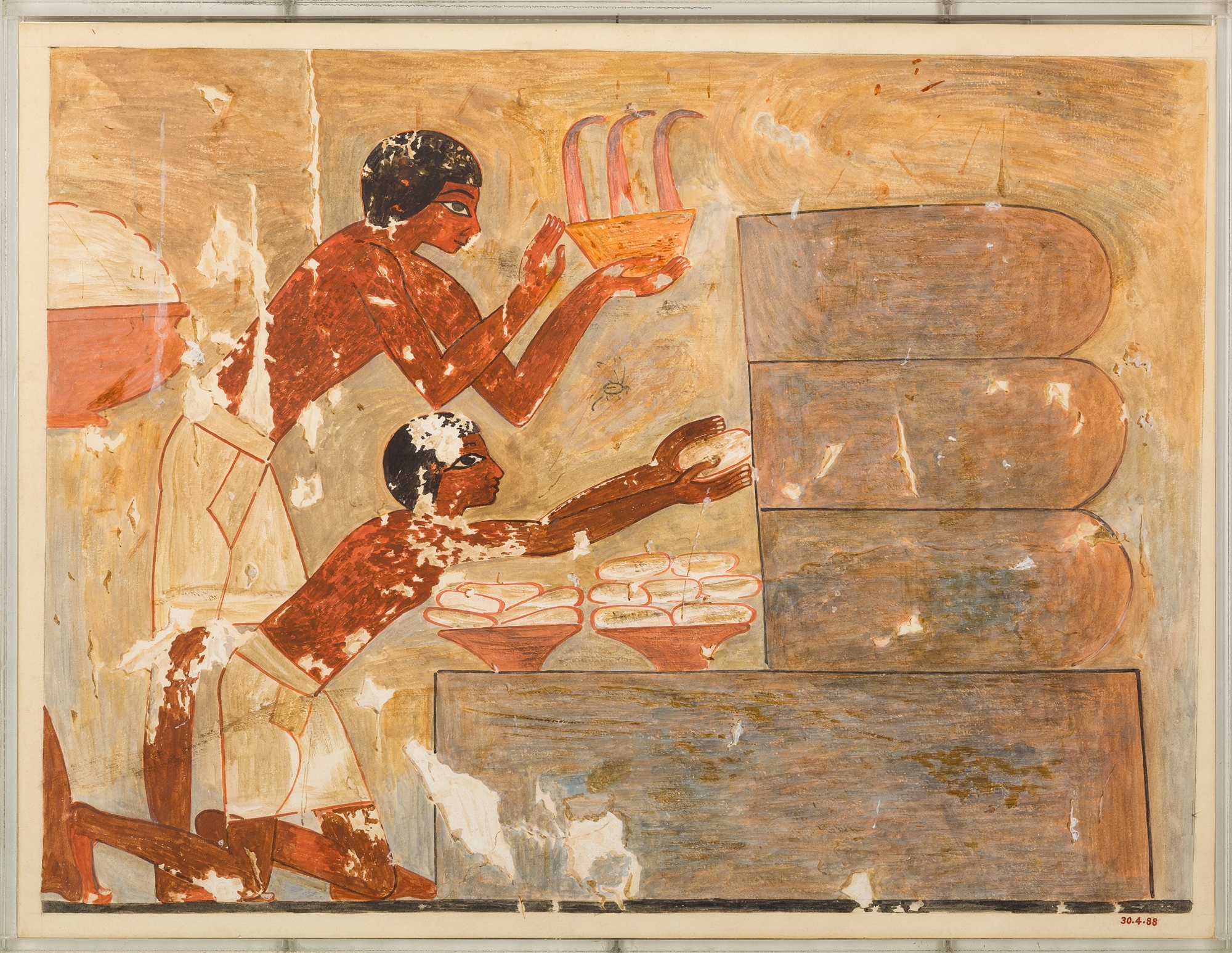
正在收集蜂蜜的古埃及人

古埃及飲食文化涵蓋的時間範圍超過三千年，但是直到希臘羅馬時代為止，這一飲食文化的主要特性始終保持不變。在古埃及，無論富人或窮人，主食都是麵包和啤酒，佐以綠芽洋蔥和其他蔬菜，並搭配少量的肉類、野味和魚類。

## 用餐

### 用餐次數
对于古埃及人每日进餐的次数并没有很精确的统计，不过一般来说，古埃及的富人被认为每日进餐两到三次：简单的早餐、较丰盛的午餐和晚上的正餐。普通大众则每日进食两餐：包含面包、啤酒和洋葱的简单早餐，以及下午早些时候的正餐。

### 宴会
從古埃及古王國時期到新王國時期的绘画作品中得知，古埃及人的宴会通常下午开始，除配偶外的男女宾客分开就坐，座次按照社会地位而定。坐在桌子上的客人地位较高，坐在另一個桌子上的人比較高，地位最低的客人则席地而坐。在食物上桌之前，宴会上会提供洗手盆，并点燃各种不同類型的香水或香脂以釋放香氣來愉悦宾客或驱赶蚊虫。在宴会上会分发莲花和花环，职业舞者（通常为女性）和演奏竖琴、琉特琴、鼓、铃鼓和拍板的乐师则为宴会助兴。宴会通常会准备足量的酒类和品种丰富的食物，包括烤全牛、烤鸭、烤鹅、烤鸽子和时令的鱼类。宴会菜式一般还包括炖肉、大量的面包、新鲜的蔬果。甜点通常是加入椰枣和蜂蜜的蛋糕。女神哈索尔常常成为在酒席间敬祝的对象。
烹制食物的方法通常包括炖、煮、煎、烤、烘和炸。香料和香草常被用来调味，其中前者是昂贵的进口货物，能够彰显宴会主人的富有程度。肉类通常用盐渍的方式保存，椰枣和葡萄则通常用风干的方式保存。

## 食材

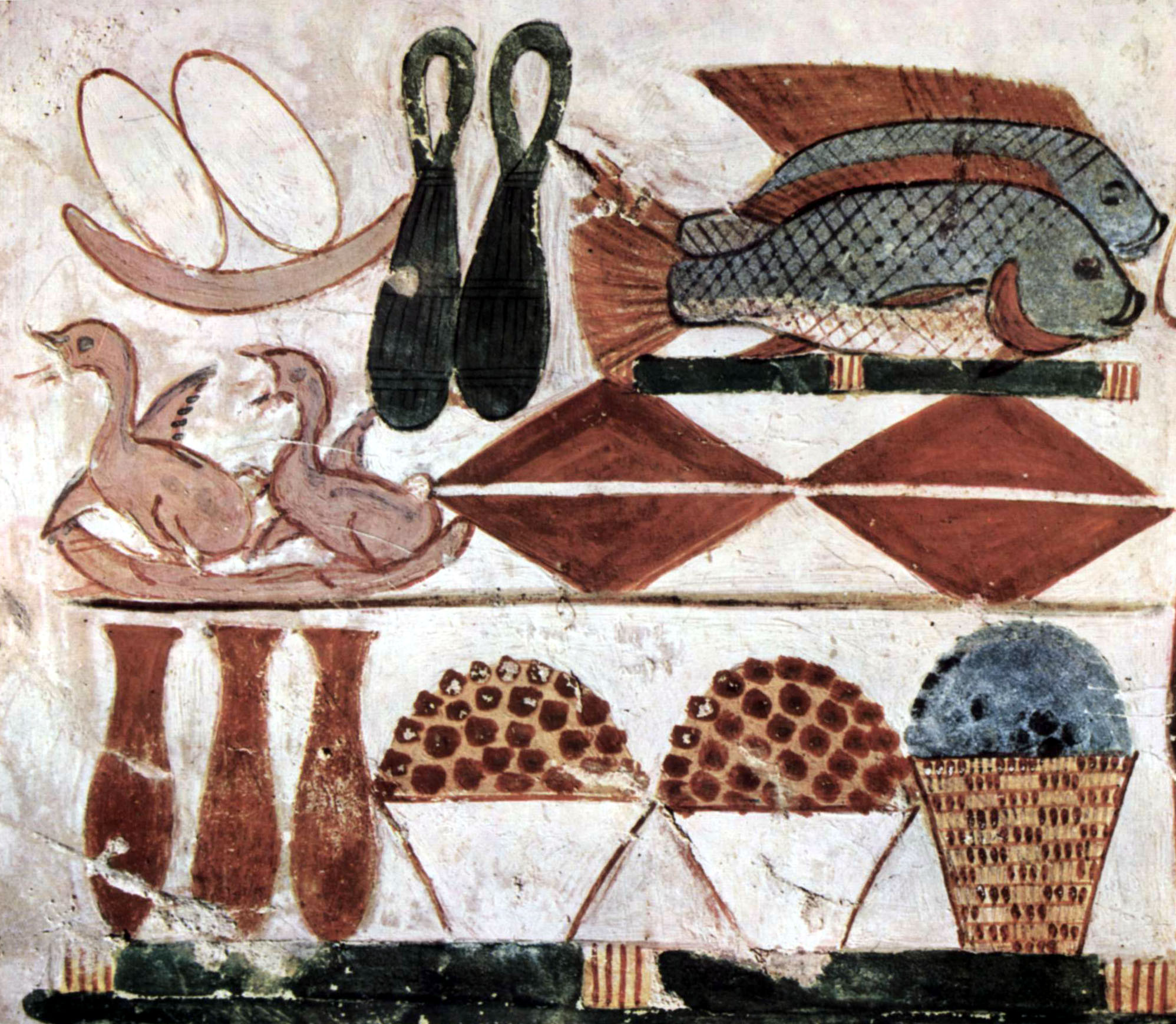
约公元前1400年的墓室角落壁画上展示多种食物

前王朝时期之后，古埃及人的饮食习惯产生变化，主要是由于气候因素的影响。埃及在这一时期由植被茂密地区逐渐转变为干旱地区。起初，当地有大量的野生动物如羚羊、瞪羚、河马、鳄鱼、鸵鸟、水禽和各类淡水鱼、咸水鱼等，还有多种较小的野生动物如野驴、绵羊、家山羊、野牛甚至鬣狗都可以入馔。但随后，野生动物数量不断减少，野味渐渐地变成只有富人才可享用的食材，窮人只能食用較小型的野生動物做為食物。新王国时期在饮食文化上是一个受到战争和贸易等外来因素影响的创新时期，石榴和杏仁都在这一时期传入埃及，苹果和杏可能也是在这一时期开始小范围的传入。在希腊罗马时代，榅桲、梨、李、桃、榛子、核桃、松子、阿月浑子传入埃及。
蜂蜜為主要甜味來源，但相當的昂貴。蜂蜜是藉由以馴養的蜜蜂將其蜂房放在陶器內，取出裡面的野生蜂蜜而成。另一種較為便宜的甜味來源可選擇使用長角豆。甚至因此還有一個描繪長角豆的象形文字的首要意義為「甜蜜；愉快的」。油類來源有萵苣、蘿蔔、紅花和芝麻；而動物的脂肪也有被用於烹飪。

### 面包和啤酒
埃及人的面包绝大部分是用二粒小麦制造的。与其他品种相比，二粒小麦较难打出麦粉。古埃及人不使用脱粒的方式获取麦粒，他们首先将麦穗浸湿后用杵冲打，然后再晒干、簸扬、过筛，最后将麦粒送入磨坊。与一般回转形式的磨盘不同的是，埃及人使用的是前后往复运动的磨石来磨制麦粉。古埃及人的面包烘烤技术随着时代的推移而发展。在古王国时期，人们把面团填入陶罐模具中，埋入火堆余烬里烘烤；在中王国時期，人们使用高筒形的模具在方形的烤炉上烘烤；到新王国时代，人们开始使用一种新型的、用厚土砖和砂浆包裹的圆柱形敞顶烤炉，在烘烤时将面团拍在烤炉内壁上，烤制完成后面包会自然脱落。新王国时期的墓穴壁画中展现了许多不同造型和大小的面包，其中有些被制成人物、鱼类、各种动物的形状，表面饰有不同花纹。面包通常用芫荽籽和椰枣来调味，但目前尚不清楚普通大众食用的面包是否与上述形制相同。 与二粒小麦不同，古埃及人种植大麦除了用于制作面包之外，还可以用来酿造啤酒。此外，莲子和油莎豆也是如此。对于那些负担得起较高价格的人来说，市面上也有供应用高档面粉烘制的甜点面包和蛋糕。
与面包一样，啤酒也是古埃及人每天都会食用的主食。与现代有會產生許多氣泡的啤酒不同，古埃及人的啤酒比较粘稠，里面含有许多固状物，营养含量较高，比较容易让人联想起现今的粥。啤酒是古埃及人重要的蛋白质、矿物质和维生素来源。因为它的重要性，啤酒罐经常被用来作为衡量价值的标准。啤酒因为营养丰富，常被入药。古埃及啤酒的确切种类现已不可考，但是在文献中确实有提到过的一些品种，例如甜啤酒。但是这些啤酒品种的细节资料则尚无据可循。在赫拉克勒波利斯和阿拜多斯发现的前王朝时代的锥形陶器内的二粒小麦残留，底部有文火加热的迹象。虽然没有确凿的证据表明这是早期的啤酒酿造工艺，但这确实是一个它可能的用途。考古证据表明，制作古埃及啤酒的过程如下：首先烘烤一个“啤酒面包”，这个面包必须充分发酵、轻微烘烤以避免杀死酵母，然后将其用筛子破碎成碎片，用水洗浸后静置发酵。有研究声称椰枣和麦芽也被运用于啤酒酿造，但是目前还没有具体的证据证明这一点。

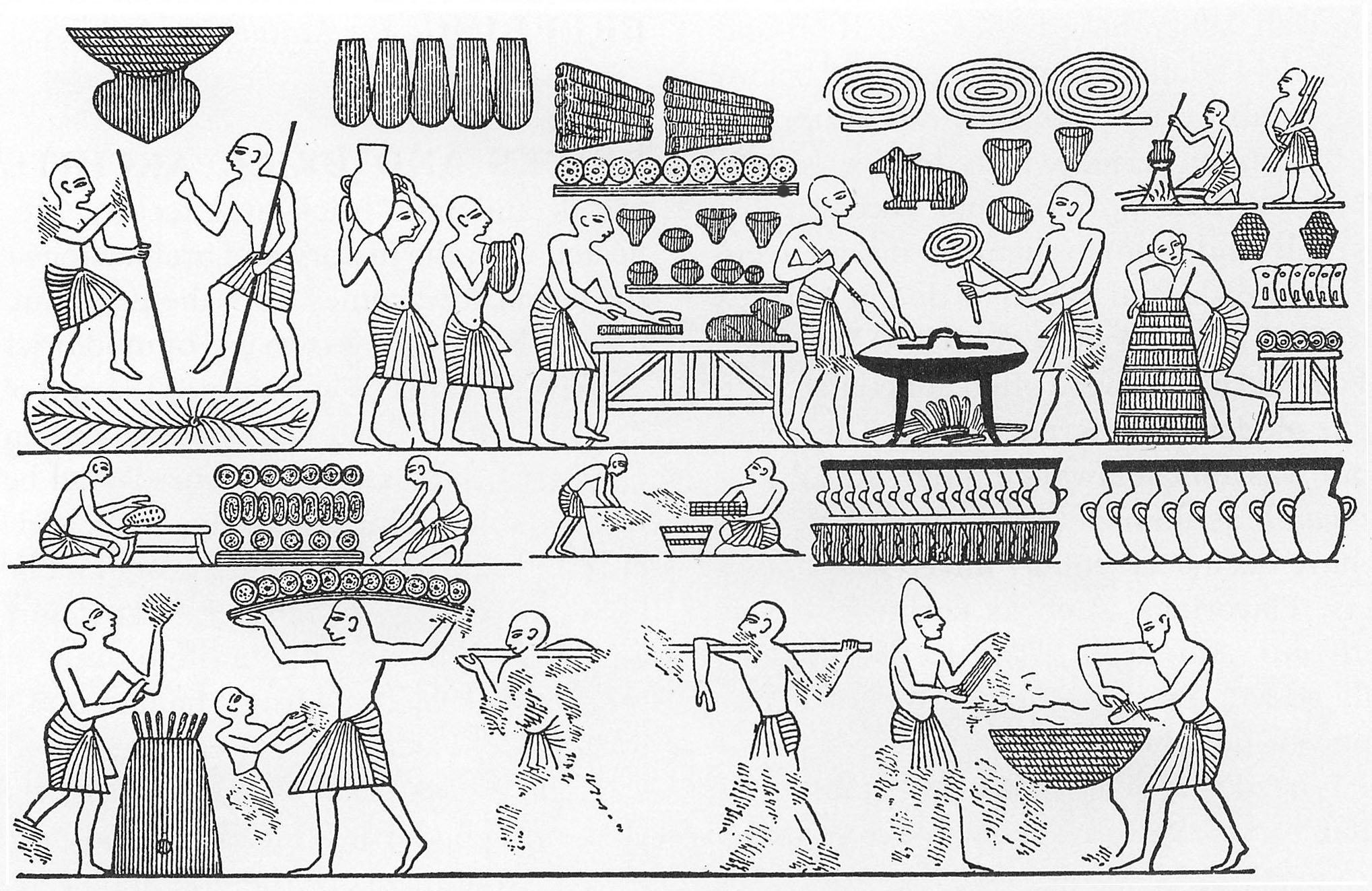
帝王谷中埃及第二十王朝的拉美西斯三世墓穴雕刻展示的皇家面包作坊，面包形状多样，其中包括动物形状的面包

藉由顯微鏡學得知還有另外一種不需使用到麵包作為原料的啤酒製作方法：首先先準備一批正在發芽的糧食，之所以要在此時收集是因為植物會製造所需的酶。另外在把另一批的糧食丟入水中煮，如此一來可以將澱粉分離出來。接著將兩者混在一起，過了一段時間把剩餘物除去便會剩下酵母（也可能是乳酸），接著便拿這些酵母開始發酵製作啤酒。以這種方式來釀造酒類仍然使用在未被工業化的非洲部分地區。這種啤酒大多是以大麥作為原料，只有少數是以二粒小麥來當做原料，但至今沒有證據指出當時是以什麼原料來調味。
由于酵母既可以用于发酵也可以用于酿造，因此面包和啤酒通常是在同一处制造出来的。有专门制造面包和啤酒的作坊，但是更常见的还是家制，多余的部分会被拿来出售。

### 蔬菜和水果
对于古埃及人来说，蔬菜是无处不在的面包和啤酒的补充。最常见的蔬菜是绿芽的蔥和蒜，这两种植物同时也具有药用价值。此外，还有生菜、芹菜（生吃或作为炖肉的调味）、某些品种的黄瓜、葫芦，甚至也许还有某些舊大陸品种的甜瓜。希腊罗马时代有芜菁，但在那之前的时代是否有芜菁还未有定论。包括纸莎草在内各种莎草的块茎营养十分丰富，被用于生食、火烤或者磨制成粉。油莎豆的块茎被晒干磨粉后混合蜂蜜，制成古埃及人喜爱的一种甜点。莲花和其他水生开花植物根、茎皆可食用，既可以生吃，也可以制成粉状。各种豆类，例如豌豆、扁豆和鹰嘴豆，是良好的蛋白质来源。在对第四王朝时期吉萨金字塔建筑工人村落的发掘工作中，发现了从中东进口的陶罐，曾被用于储存和运输橄榄油。 最常见的水果是椰枣，此外还有无花果、葡萄（及葡萄干）、棕榈果（生吃或浸制果汁）、鳄梨等等。

### 肉类

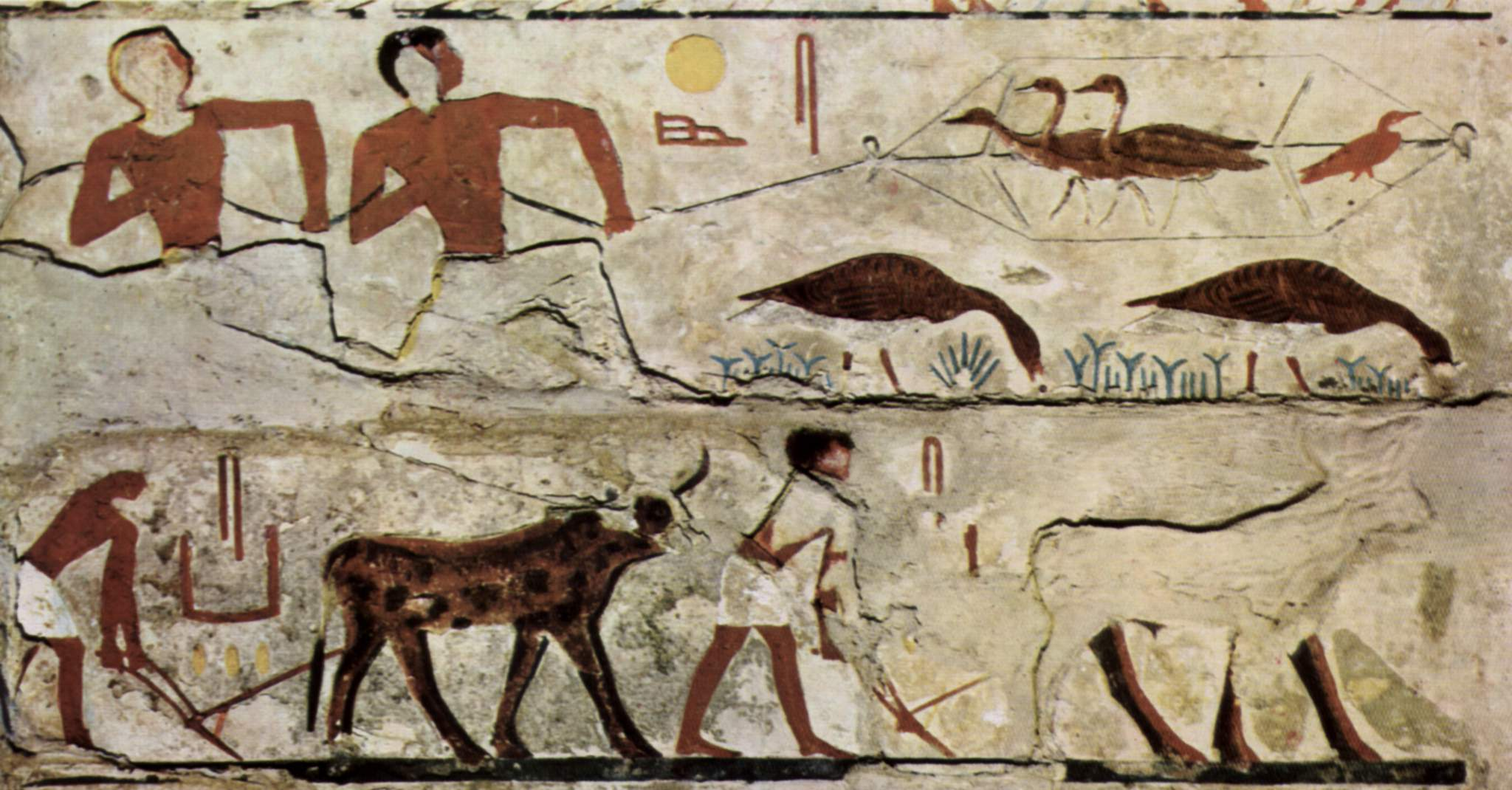
公元前2700年一墓室壁畫上猎鸟与耕作的片段

肉类主要来自于家畜、家禽和野味。其中家禽主要包括鸡、鸭、鹅、鸽、鹌鹑、鹧鸪。虽然在希腊罗马时代之前没有发现过鸡存在的痕迹，但是鸡传入埃及不会晚于公元前4-5世纪。最重要的肉食来源动物是牛、绵羊、山羊和猪（曾被认为是禁忌）。牛肉普遍比较昂贵，大部分是供应给皇家食用，一般家庭每周最多只能吃一至两次。但是在吉萨金字塔工人村落的发掘过程中发现了大量屠宰牛、羊和猪的证据，研究人员认为这些证据可以表明建造大金字塔的工人们每天都能吃上牛肉。 与牛肉相比，羊肉和猪肉较普遍得多。禽类（包括家养和野生）和鱼类是除了社会底层最穷困的人之外全民都能吃到的肉品。对于贫民来说，一般的替代蛋白质来源是豆类、蛋类、奶酪以及主食面包和啤酒中所含的氨基酸。此外，老鼠和刺猬亦能食用。烹制刺猬的方式是用泥浆将其包裹后放在火上烧烤，待泥壳烧裂后剥除时就会将刺猬的刺一起带去。

### 香料和香草
常见的调味品包括莳萝、胡芦巴、香芹和百里香。

## 饮品

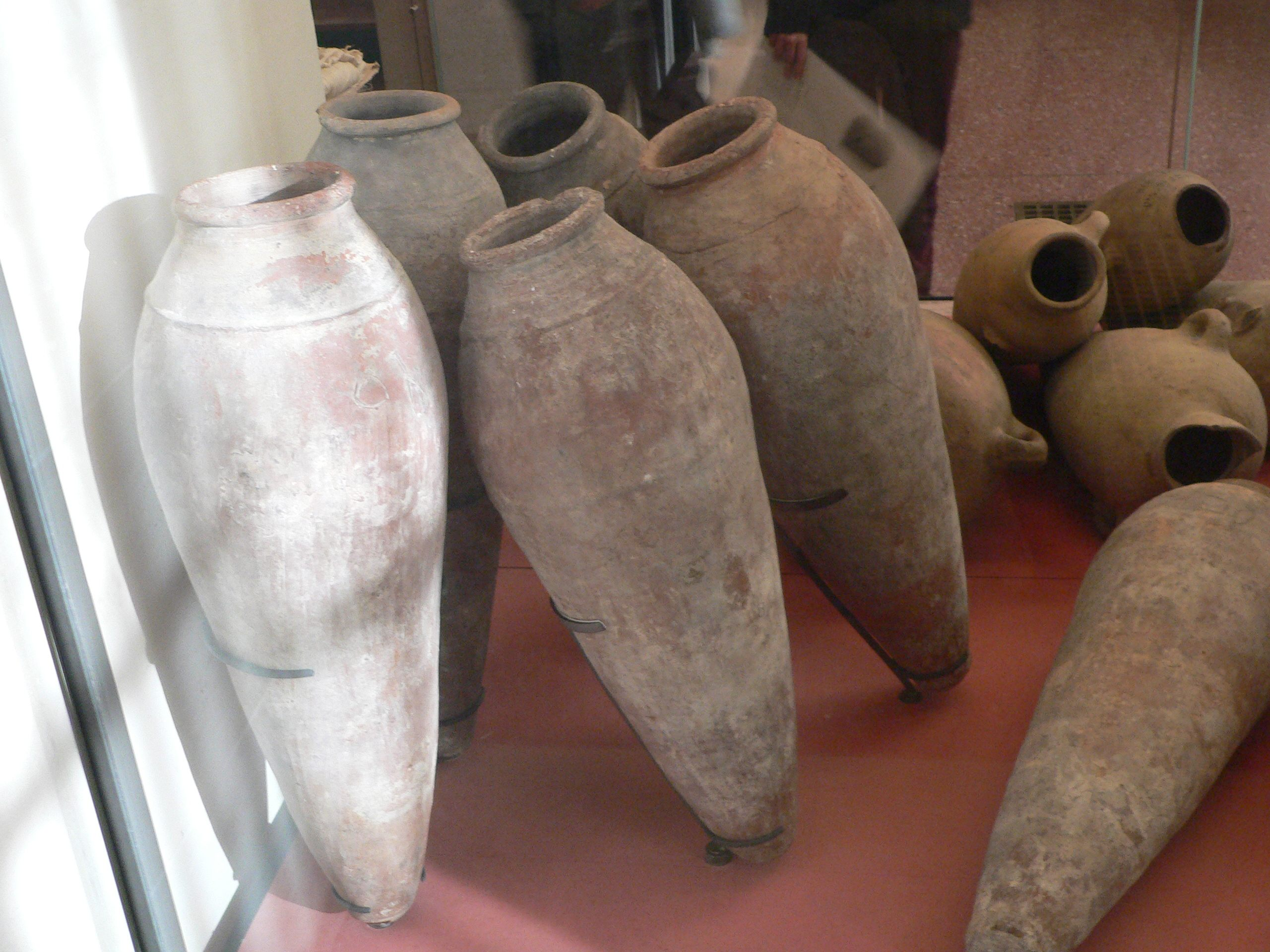
阿拜多斯出土的陶制酒罐，現收藏於巴黎羅浮宮

啤酒是古埃及人最重要的饮品，不论贫富长幼，都饮用啤酒。至少从前王朝时期，埃及人就已经开始酿造啤酒了。古埃及啤酒酒精含量很低，为避免变质，酿制完成后必须尽快饮用，因此需要每天现酿现饮。从新王国时期开始，啤酒的传播范围大大扩展。用葡萄、椰枣和无花果酿造的酒类价格比较昂贵，只有上层阶级才能够饮用。此外，古埃及人也常喝自井或者河流取出的清水和少量的牛奶。